# Agárdy Gyula
Agárdy Gyula (Nemespann, 1895. augusztus 1. – Budapest, 1944. május 23.) piarista gimnáziumi tanár, karikatúra-rajzoló.

## Élete

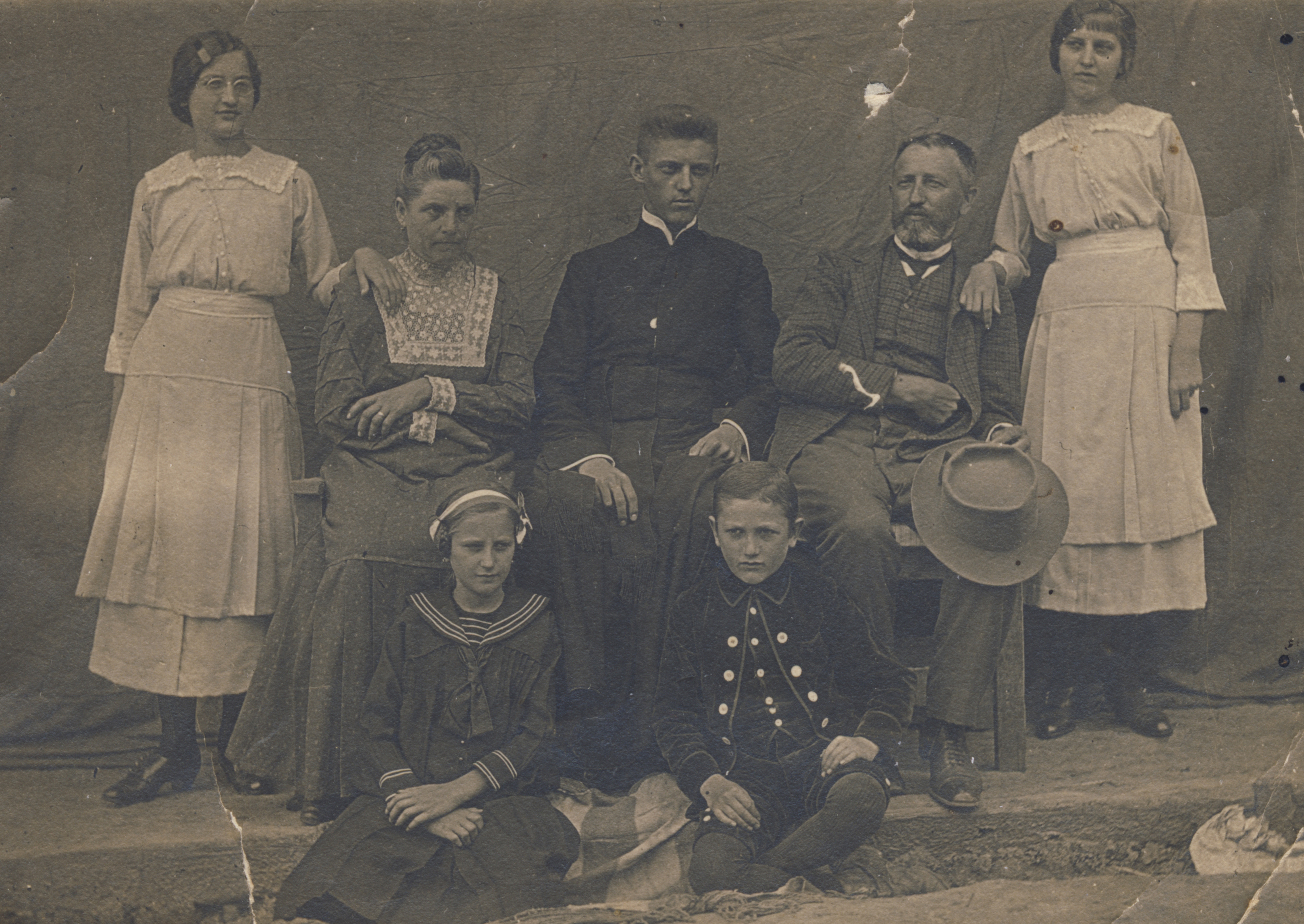
Családja körében

Szülei Agárdy László (1872–1949) kántortanító és Csiffáry Mária (1869–1954; Csiffáry Imre bíró lánya).
A Nyitrai Piarista Gimnáziumban érettségizett 1913-ban. 1913. augusztus 27-én Vácott lépett be a rendbe. 1915–1916-ban a Kolozsvári-, 1917-1918-ban a Budapesti Egyetemen tanult teológiát és matematika-fizikát. 1917. szeptember 18-án tett ünnepélyes fogadalmat és 1918. január 30-án szentelték fel. 1919-ben a Tanácsköztársaság idején kilakoltatták a váci rendházból. 1920-ban tanári képesítést szerzett.
1919-1924 között Vácott, 1925-1926-ban Tatán, 1927-1929 között Szegeden, 1930-1931-ben Veszprémben, 1932-1940 között Budapesten gimnáziumi tanár. 1941–1943 között a mosonmagyaróvári gimnázium igazgatója, 1944-ben pedig a váci gimnázium igazgatója lett.
1944 februárjától nehéz betegségben szenvedett és a budapesti Belklinikán hunyt el. A verebélyi temetőben nyugszik.
Sógora és osztálytársa Czeizel János (1895–1983) szombathelyi fül-orr-gégész főorvos volt.

## Művei
Szerkesztette a magyar kegyestanítórend mosonmagyaróvári gimnáziumának évkönyveit 1941-ben és 1942-ben és a váci kegyestanítórendi gimnázium évkönyvét 1944-ben.
Karikatúrái szerepeltek a piarista rend 2017-es Hitre, tudásra: A piaristák és a magyar művelődés című kiállításán is.

## Források

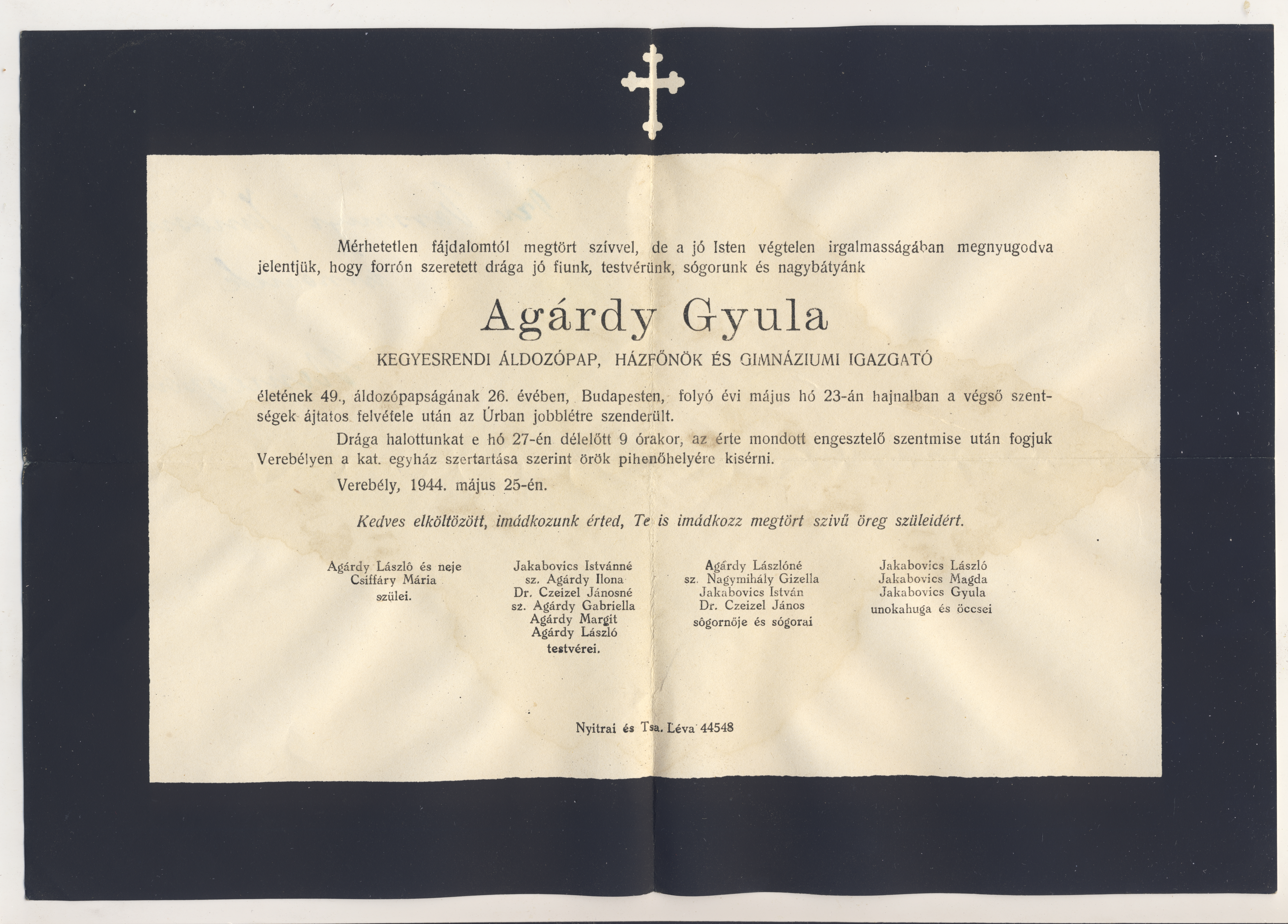
Gyászjelentése
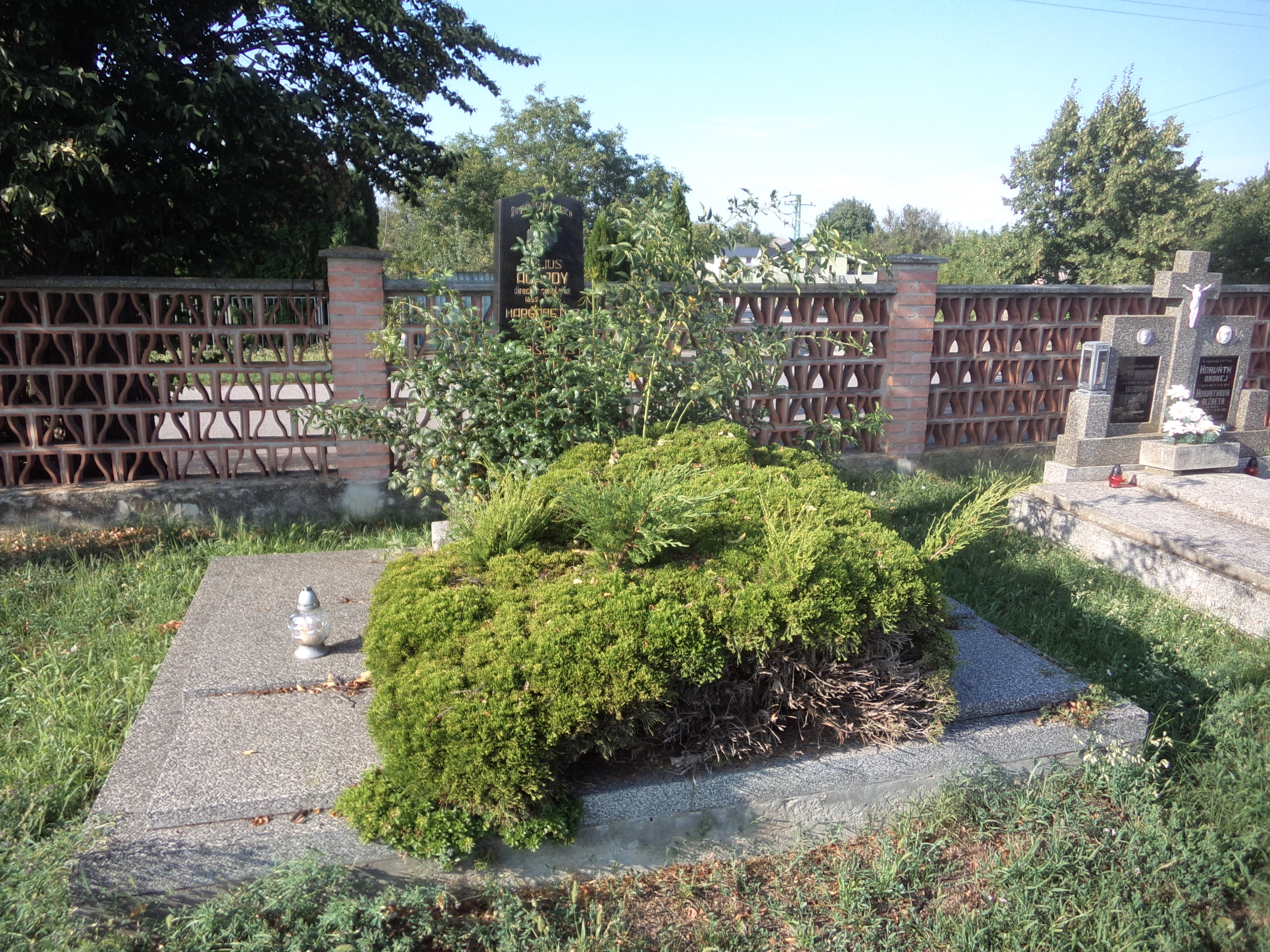
Sírja Verebélyen (2019)
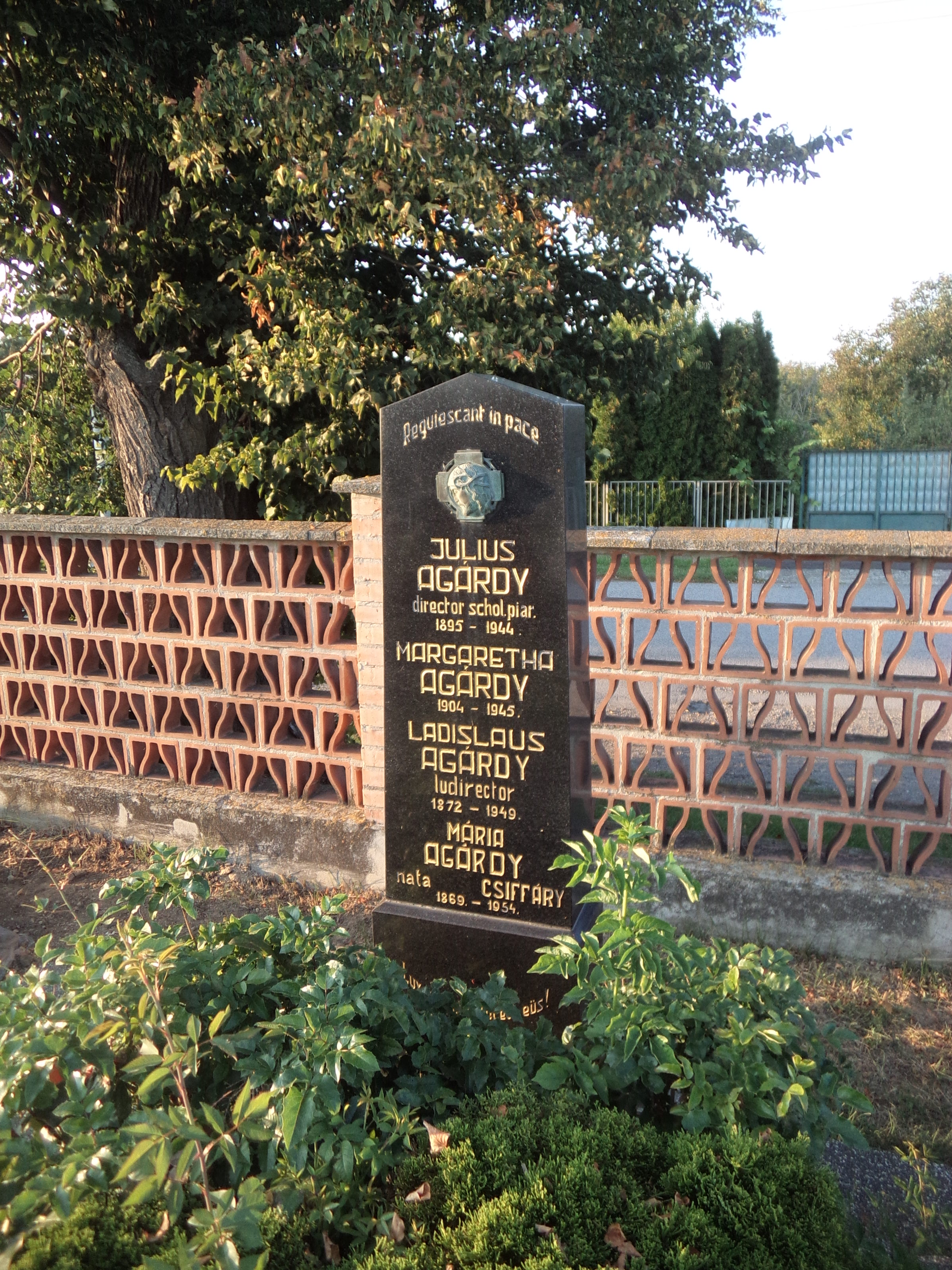
Sírja Verebélyen (2020)